# Agapes Restauration
Agapes Restauration est un groupe français détenu par la famille Mulliez, créé en 1971, regroupant la branche alimentation de l'Association familiale Mulliez. Il comprend Pizza Paï, Flunch, première ouverture réalisée par B. Broutin, Il Ristorante, Les 3 Brasseurs, Amarine et Salad&Co principalement.
Le groupe appartient à 85 % à l'Association familiale Mulliez et 15 % aux employés. Son siège est situé à Lezennes dans la Métropole Européenne de Lille (Nord)

## Histoire
Agapes Restauration est créé en 1971.
En 2003, Les 3 Brasseurs rejoint le groupe. Et en 2011, le Bistrot du Boucher rejoint également le groupeavant d'être revendu au groupe la boucherie.

## Filiales

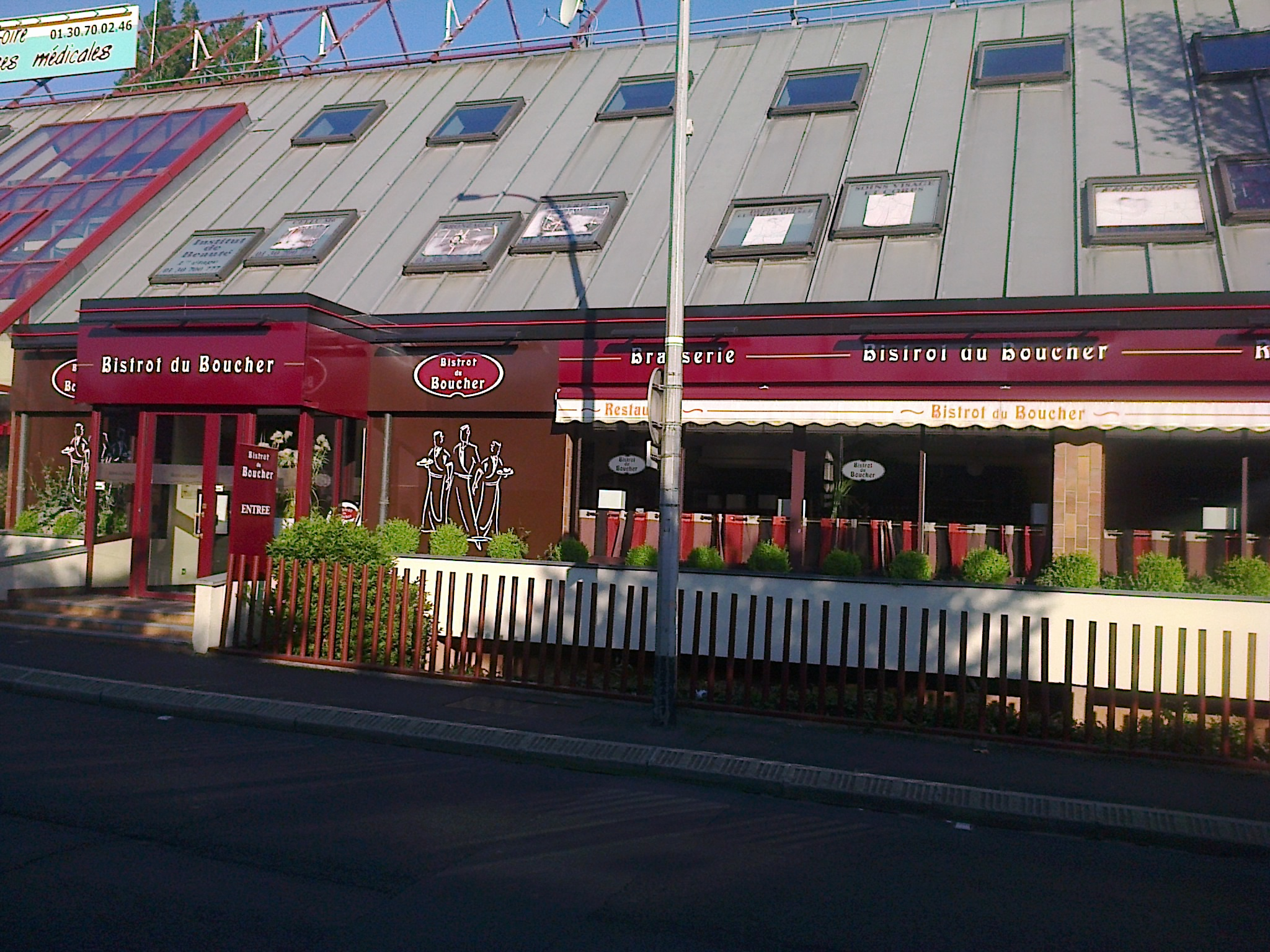
Restaurant «Le bistrot du boucher» de Vélizy-Villacoublay

- Pizza Paï
- Flunch
- Il Ristorante
- Les 3 Brasseurs
- Salad & Co
- Festein d'Alsace

### Amarine
La chaîne de restaurant Amarine voit le jour au cours de l'année 1990 avec l'ouverture d'un premier restaurant dans le centre commercial V2 situé à Villeneuve-d'Ascq suivi plus tard d'un second restaurant à Englos. L'enseigne ouvre sa première unité à l'international à Luxembourg en avril 1997.
En mai 2002, l'enseigne compte quatorze restaurants pour un chiffre d'affaires de 24,3 millions d'euros. En mai 2003, la chaîne de restaurant est repris par un nouveau directeur général, Jean Bayard. À la suite d'une baisse de 5 % de son chiffre d'affaires et de la fermeture d'une unité, l'enseigne opte pour une nouvelle carte et un relookage de ses restaurants.
Face à l'érosion du chiffre d'affaires de l'enseigne depuis plusieurs années, le groupe Mulliez annonce en mai 2019 la fermeture de tous les restaurants dans les mois à venir. À cette date, la chaîne ne compte plus de restaurant en France.

## Identité visuelle

### Logos

Logo d'Amarine jusqu'en 2013
Logo d'Amarine depuis 2013
Logo de Pizza Paï jusqu'en 2012
Logo de Pizza Paï de 2012 à 2017